# George A. Sinner
George A. Sinner (ur. 29 maja 1928 w Fargo, Dakota Północna, zm. 9 marca 2018 tamże) – amerykański polityk, członek Partii Demokratycznej NPL w Dakocie Północnej. W latach 1985–1992 pełnił funkcję gubernatora stanu Dakota Północna.